# Dálnice 98 (Izrael)
Dálnice 98, přesněji spíš Silnice 98 (hebrejsky: 98 כביש, Kviš 98) je silniční spojení nikoliv dálničního typu (absence vícečetných jízdních pruhů a mimoúrovňových křižovatek) v severním Izraeli a na Golanských výšinách, o délce 94 kilometrů.

## Trasa silnice

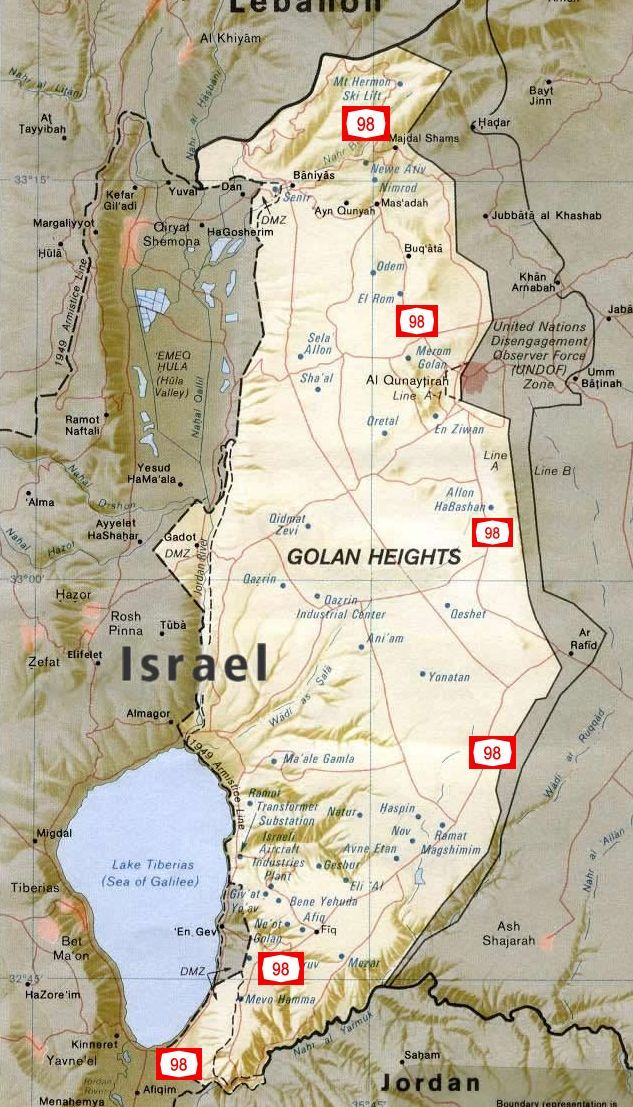
Mapa trasy dálnice číslo 98

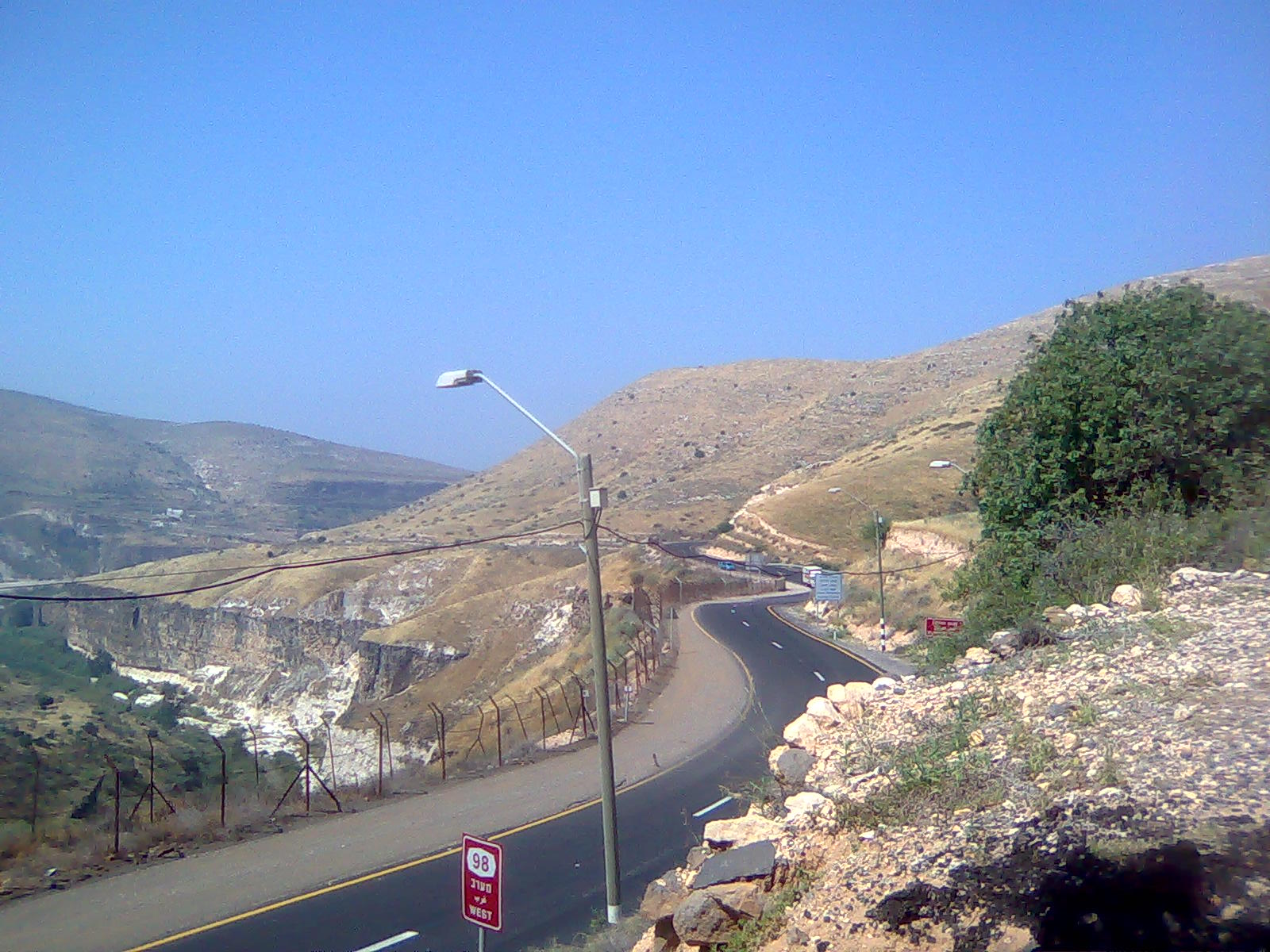
Dálnice číslo 98 v jižní části Golanských výšin

Začíná na jižním břehu Galilejského jezera, kde poblíž obce Ma'agan odbočuje ze severojižní dálnice číslo 90. Stáčí se pak k jihovýchodu a sleduje údolí řeky Jarmuk až k lázeňskému komplexu Chamat Gader poblíž izraelsko-jordánsko-syrského rozmezí. Pak se stáčí k severu a sérií prudkých zatáček stoupá na Golanské výšiny. Prochází poté severovýchodním směrem zemědělsky využívanou krajinou s rozptýlenou vesnickou sídelní sítí.
Na křižovatce Orcha se stáčí k severu, ze západu míjí sopečný kužel hory Har Peres a sleduje s jistým odstupem linii oddělující území kontroly Izraele a Sýrie, přičemž poblíž vesnice Ejn Zivan překonává nadmořskou výšku 1000 metrů. Pak propojuje města obývaná Drúzy (zejména město Madždal Šams). V nejsevernějším úseku stoupá na svahy masivu Hermon a dosahuje nadmořské výšky přes 1600 metrů. Končí poblíž střediska zimních sportů na hoře Hermon.